# Christiana-Verlag
Der Christiana-Verlag ist ein ehemaliger Schweizer Verlag mit Sitz in Stein am Rhein.

## Geschichte
Der Verlag wurde von Arnold Guillet 1948 gegründet. Am 1. Januar 2011 übernahm der Fe-Medienverlag in Kißlegg den Christiana-Verlag, dessen Verlagsprogramm als Imprint weitergeführt wird.

## Verlagsprogramm
Der Christiana-Verlag ediert Werke der Theologie, Philosophie und Mystik, der Naturwissenschaft und der Naturheilkunde. Werke der Mariologie (Lehre über die Gottesmutter Maria), Hagiographie (Heiligenleben), Eschatologie (Lehre von den letzten Dingen), Dämonologie (Lehre über gefallene Engel) und Exorzismus, stigmatisierte Heilige sowie Arme Seelen im Fegefeuer bilden einen besonderen Schwerpunkt im Verlagsprogramm.
Bei der Naturheilkunde steht Hildegard von Bingen im Vordergrund. Zum Verlagsprogramm gehören auch 11 Enzykliken, Briefe und Apostolische Schreiben von Papst Johannes Paul II.
Der Verlag veröffentlichte von 1972 bis 2011 die Zeitschrift Timor Domini.

## Geschäftsführer
- Arnold Guillet (Gründer: 1948–2007)
- Franz Wolfschmitt (2007–2010)